# Afrida coagulata
Afrida coagulata är en fjärilsart som beskrevs av Dyar 1913. Afrida coagulata ingår i släktet Afrida och familjen trågspinnare. Inga underarter finns listade i Catalogue of Life.